# Ei

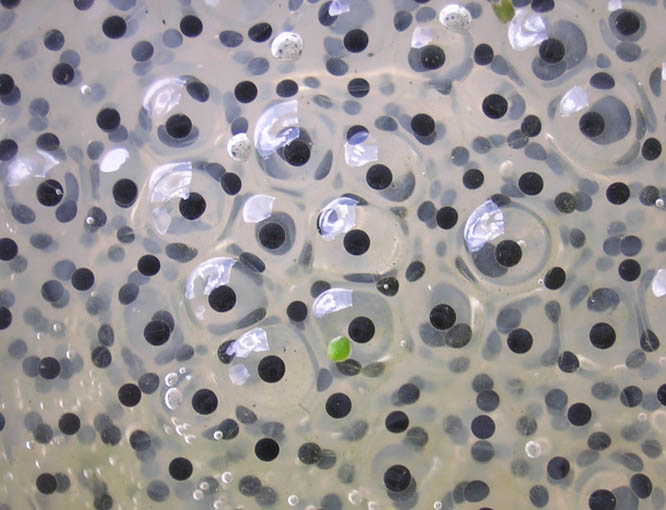
Froschlaich

Schema eines Hühnereis
(9. Entwicklungstag)

Das Ei, lateinisch ovum, ist ein System, das in einem frühen Stadium der Entwicklung (Ontogenie) eines Eier legenden Tieres (Ovipars) gebildet wird. Es besteht aus einer weiblichen Keimzelle, auch Eizelle genannt, Nährstoffen und schützenden Hüllen („Schale“). Das Ei entsteht während der Oogenese und in ihm entwickelt sich aus der meistens befruchteten Eizelle der Embryo.
Viele Eier sind wegen ihres hohen Nährwerts eine begehrte Nahrung für zahlreiche Tierarten und auch den Menschen. Als Reaktion haben sich zahlreiche Strategien zum Schutz des Eis und somit zur Verbesserung der Überlebensfähigkeit der jeweiligen Art entwickelt.
Im allgemeinen Sprachgebrauch wird unter dem Begriff das Ei vom Haushuhn, das Hühnerei, verstanden. Diese Begriffsverengung spiegelt sich beispielsweise auch in Lebensmittelverordnungen wider, die das Ei als Lebensmittel bei fehlender Angabe der Tierart als Hühnerei definieren.
Als Zelle hatte Adolph von La Valette-St. George das Ei (ebenso wie das Spermium) 1865/1866 nachgewiesen.

## Etymologie
Das gemeingermanischr Wort, mittelhochdeutsch und althochdeutsch ei, geht zurück auf indogermanisch ō(u̯)i̯-im, was eine Bildung zu indogermanisch əu̯ei- „Vogel“ und damit verwandt mit lateinisch avis ist. Laut Kluge lässt sich nicht entscheiden, ob der Vogel als „Eiertier“ oder das Ei als „das vom Vogel Gelegte“ benannt ist. Als Bezeichnung für ein Nahrungsmittel steht Ei gemeinhin für das Hühnerei. In prägnanter Form bezeichnet der Ausdruck Ei die Eizelle selbst.

## Aufbau und Funktion

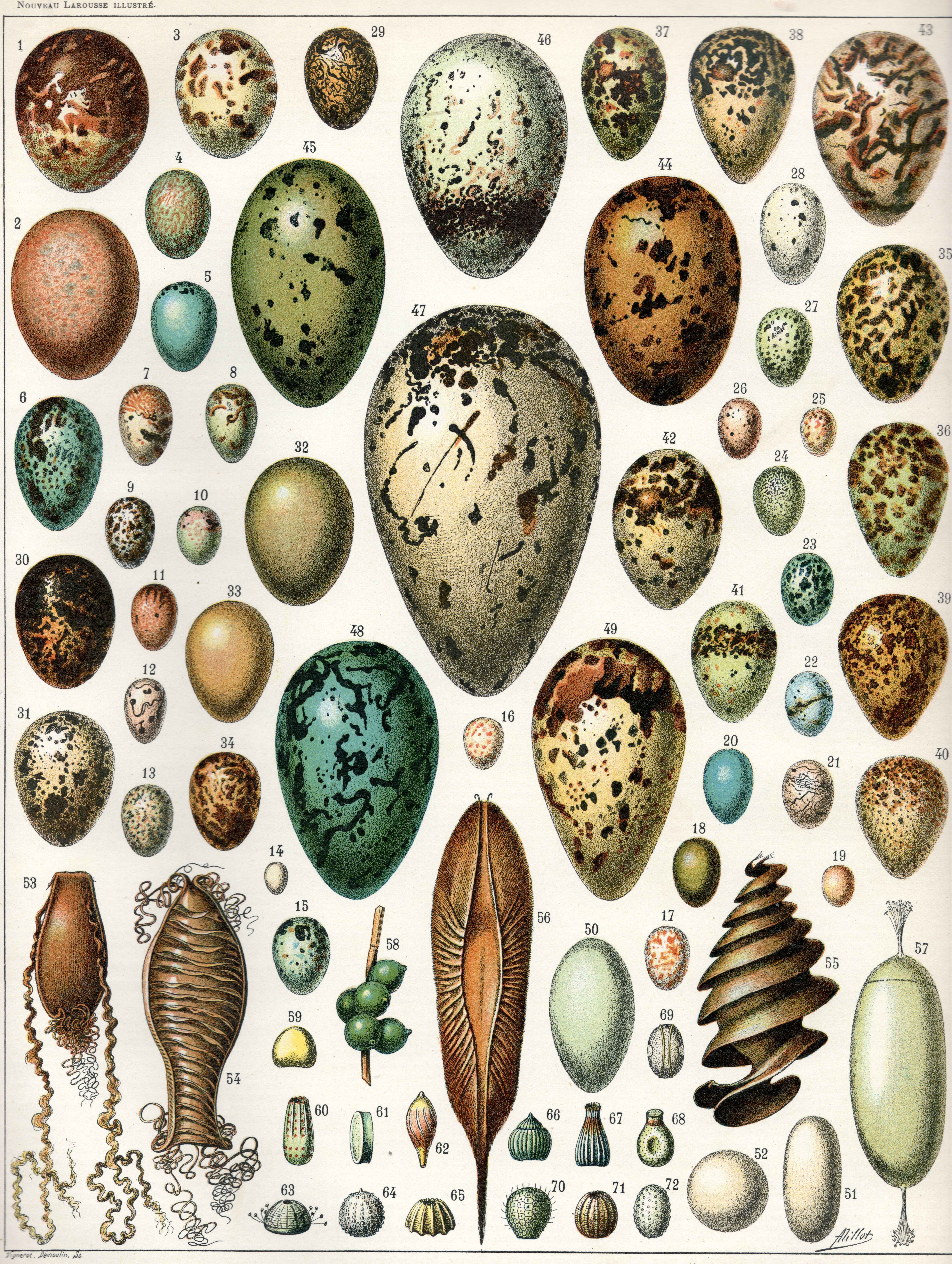
Eier von Vögeln, Schildkröten, Fischen und Kopffüßern sowie verschiedener Schmetterlinge. Zeichnung von Adolphe Millot aus der Nouveau Larousse Illustré (1897–1904).

Ein Ei ist durch seine Hülle ein in sich abgeschlossenes System und bietet dem sich entwickelnden Wesen für eine begrenzte Zeit einen Schutzraum. In diesem Raum befindet sich zu Anfang ein Depot an Substanzen, die als Ressourcen für die benötigte Energie und den Aufbau an Körpermasse dienen. Das Stadium des Eies wird durch das Schlüpfen beendet, meist wenn das Depot fast vollständig vom Lebewesen aufgebraucht ist.
Einigen Tierarten, vor allem Krebsarten wie Ruderfußkrebsen, können Eier als Dauerstadium dienen, um längere, besonders ungünstige Perioden von Trockenheit, winterlicher Kälte oder Nahrungsmangel zu überstehen. Solche Eier sind oft robuster und an die ungünstigen Außenbedingungen angepasst. Sie werden Dauereier (auch Wintereier oder Latenzeier) genannt. Aus Dauereiern der Daphnien (Wasserflöhe) können sich noch nach Jahrzehnten Embryonen entwickeln, aus solchen der Ruderfußkrebsart Diaptomus sanguineus schlüpften noch nach 330 Jahren Individuen.

### Eizelle
Das Ei ist ein System, das um eine Eizelle herum aufgebaut wird. Die Eizelle selbst ist eine einzelne weibliche Keimzelle. Diese kann, abhängig von der Tiergruppe, sowohl unbefruchtet wie auch durch eine männliche Keimzelle (Spermium) befruchtet sein.
Bei Eiern ist es nicht ausgeschlossen – jedoch eher selten –, dass in ihnen mehrere Keimlinge enthalten sind. Bei Hühnereiern kann es gelegentlich vorkommen, dass in einem Ei mehrere Dotter enthalten sind. Solche Eier sind meist etwas größer als Vergleichsobjekte desselben Tieres. Wären diese Eier befruchtet, so würden aus einem Ei im Idealfall zwei Küken schlüpfen.

### Dotter
In die Eizelle an besonderen Stellen eingelagerte Nährstoffe werden als Dotter bezeichnet. Der Dotter kann sowohl direkt in die Eizelle eingelagert werden (endolecithale Eier) wie auch in Form von Dotterzellen (Vitellozyten) angelagert werden. Die Produktion des Dotters erfolgt entweder allein durch die Eizelle (endosynthetisch) oder teilweise außerhalb der Eizelle durch andere Zellen (exosynthetisch).
Bei vielen ursprünglichen Wassertieren schlüpft aus dem Ei nach kurzer Zeit eine winzige Larve, die sich selbständig ernährt, sodass nur wenig Dotter in der Eizelle vorhanden sein muss. Solche Eier nennt man dotterarm oder oligolecithal. Unter den Wirbeltieren legen die meisten Fische und die Amphibien dotterarme Eier. Bei Eiern, aus denen schon recht weit entwickelte Jungtiere schlüpfen, ist die Eizelle sehr groß und besteht zum überwiegenden Teil aus Dotter. Bei diesen dotterreichen oder polylecithalen Eiern unterscheiden sich die ersten Zellteilungen, Furchung genannt, deutlich von den Verhältnissen bei dotterarmen Eiern.

### Eihüllen
Bei den Eihüllen, die auch Eimembranen genannt werden, lassen sich primäre, sekundäre und tertiäre Eihüllen unterscheiden. Jede dieser Eihüllen kann aus mehreren Lagen bestehen.
- Die primäre(n) Eihülle(n) wird bzw. werden im Eierstock von der Eizelle (Oozyte) selbst ausgebildet. Ein Beispiel hierfür ist die Dottermembran des Hühnereis.[11]
- Die sekundäre(n) Eihülle(n) wird bzw. werden von den Follikelepithelzellen im Eierstock abgeschieden. Hierzu gehört das sogenannte Chorion der Insekteneier.[12] Dieses ist häufig relativ steif und charakteristisch skulpturiert, sodass man die Insektenarten auch in diesem Stadium bestimmen kann. Ob das Chorion der Fischeier und die Zona pellucida der Säugetier-Eizellen primäre oder sekundäre Eihüllen sind, ist strittig. Sowohl primäre als auch sekundäre Eihüllen sind in der Regel durchlässig für Spermien, da sie vor der Befruchtung gebildet werden.[11]
- Die tertiäre(n) Eihülle(n) wird bzw. werden erst im Eileiter (Ovidukt), oft erst nach der Befruchtung ausgebildet. Zu diesen gehören beispielsweise das Eiklar, die Schalenhäutchen und die oft kalkige (vor allem aus Calciumcarbonat bestehende[13]) äußere Schale der Eier (Eierschale) der nicht-lebendgebärenden, vom Wasser unabhängig fortpflanzungsfähigen Landwirbeltiere (ovipare Amnioten: Reptilien, Vögel, Ursäuger), beispielsweise die Kalkschale des Hühnereis.[11]

## Größe und Form
Die Größe und Form von Eiern ist sehr unterschiedlich, sie reicht von mikroskopisch kleinen, endolecithalen Eiern mit einem Durchmesser von etwa 50 μm, wie sie beispielsweise bei Schwämmen, Nesseltieren und vielen weitere Tiergruppen vorkommen, bis zu Eiern von mehreren Zentimetern Durchmesser wie etwa bei vielen Knochenfischen oder beim Afrikanischen Strauß mit 15 Zentimetern Durchmesser.
Der ausgestorbene Elefantenvogel (Aepyornis maximus) besaß mit einer Länge von maximal 34 Zentimetern und einer Breite von 22,5 Zentimetern das weltweit größte Ei, selbst von ausgestorbenen Dinosauriern sind keine solch großen Eier bekannt. Die Eier der bis zu drei Meter großen Vögel hatten einen Inhalt von etwa neun Litern – das entspricht ca. sieben Straußeneiern oder fast 200 Hühnereiern.
Die größten bekannten Dinosauriereier stammen von großen Raubsauriern sowie von Sauropoden. Die Eier der großen Raubsaurier und sind annähernd brotlaibförmig. Funde aus Argentinien zeigten, dass die Eier der Sauropoden rundlich (max. Durchmesser 25 cm) waren und einen Inhalt von höchstens vier Litern hatten.
Da Eier als Ruhestadium keine äußeren Organe wie Gliedmaßen oder Flossen, Mundwerkzeuge und Sinnesorgane besitzen, sind sie einfach geformt, meist ist der Längsschnitt ein Oval. Die Variationen reichen dabei von der häufigen Kugelform bis zum an den Enden abgerundeten Zylinder („Stift“), wie er bei Insekten häufig vorkommt, und zum fast kegelförmigen Lummenei. Manche Eier haben jedoch äußere Fortsätze, die der Befestigung dienen, wie etwa die Eier der Echten Rochen.

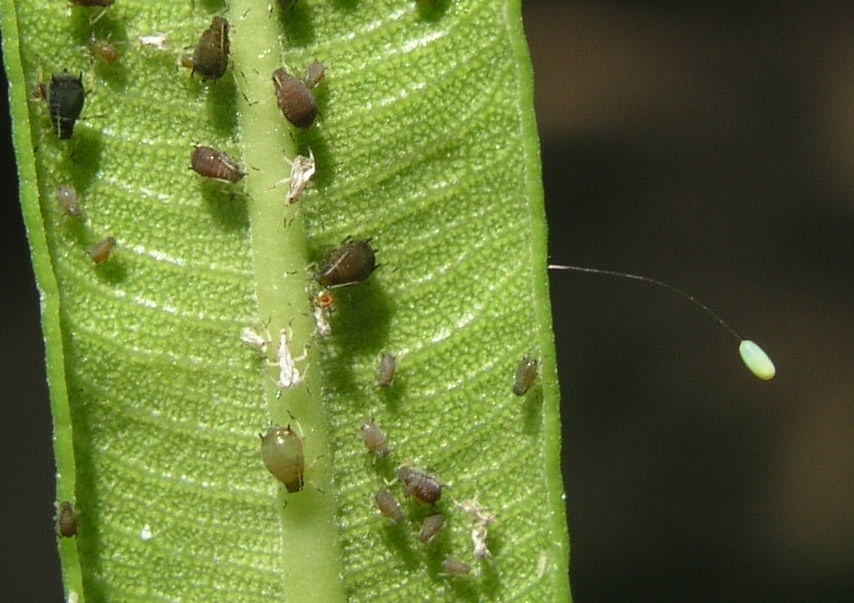
Gestieltes Ei einer Florfliege (rechts)
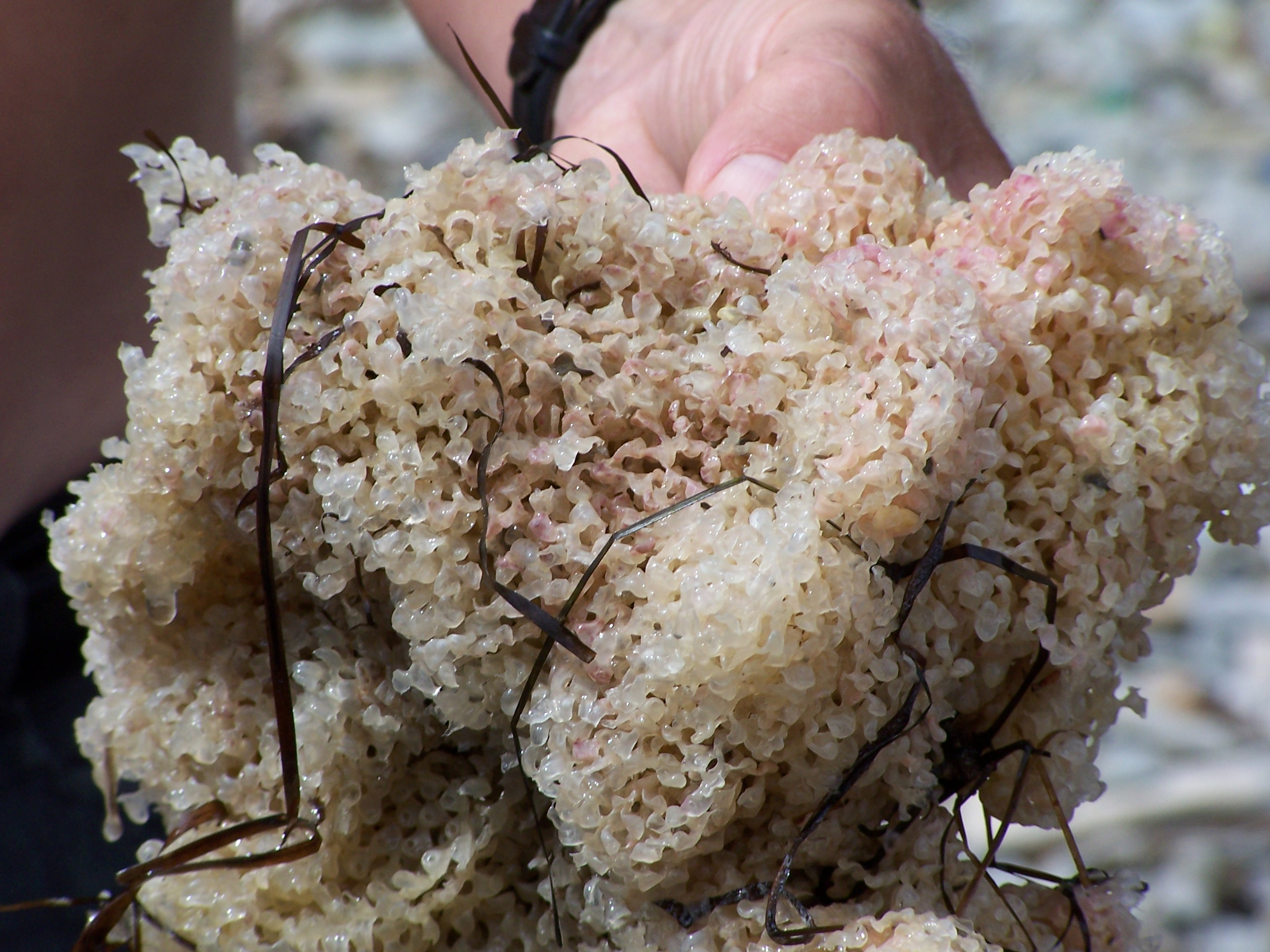
Laich der Purpurschnecke
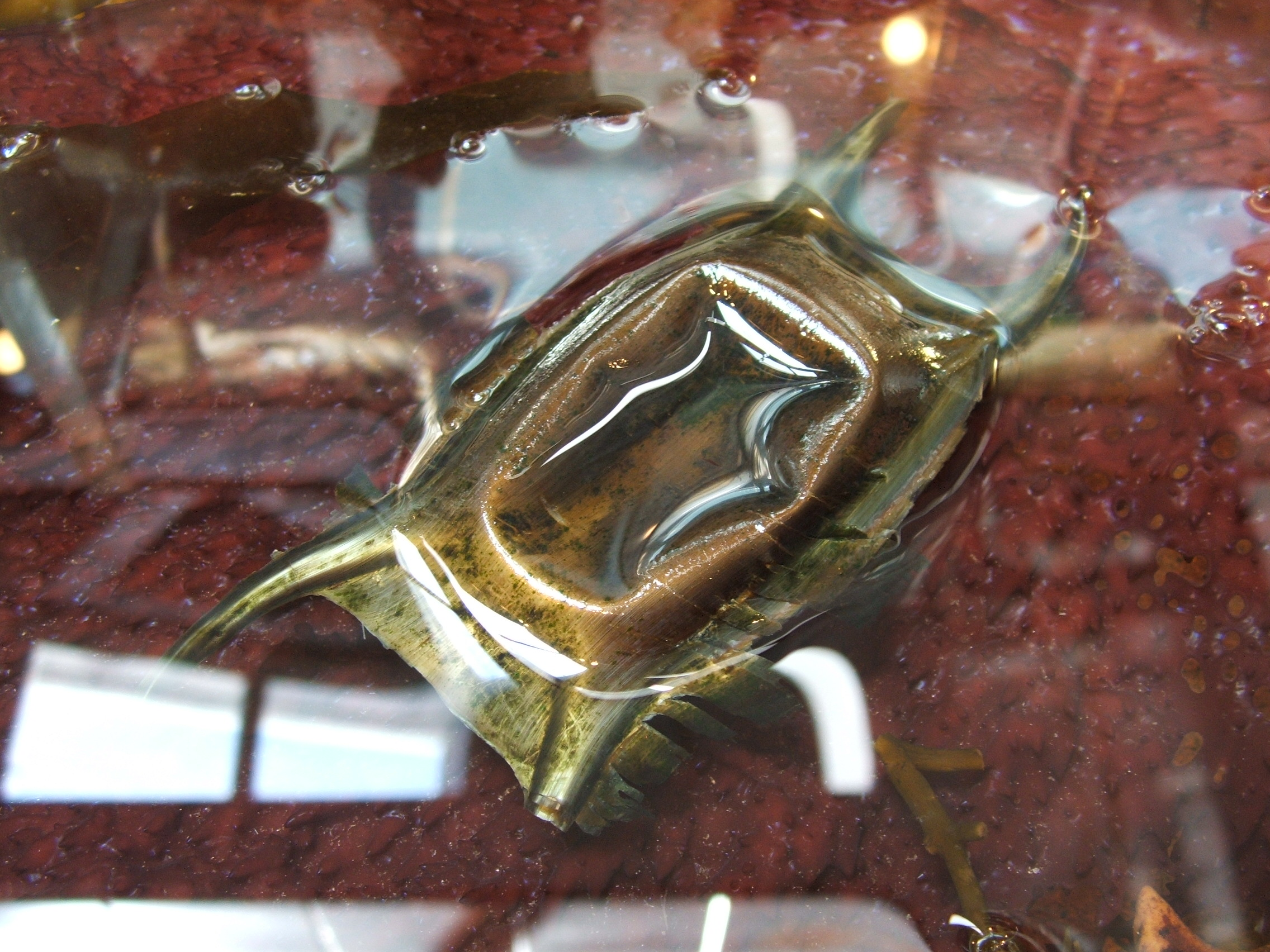
Schale eines Rocheneis
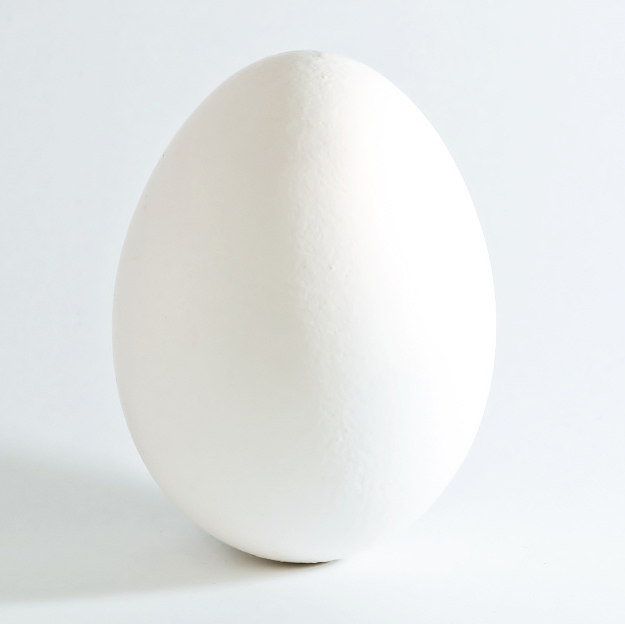
Hühnerei
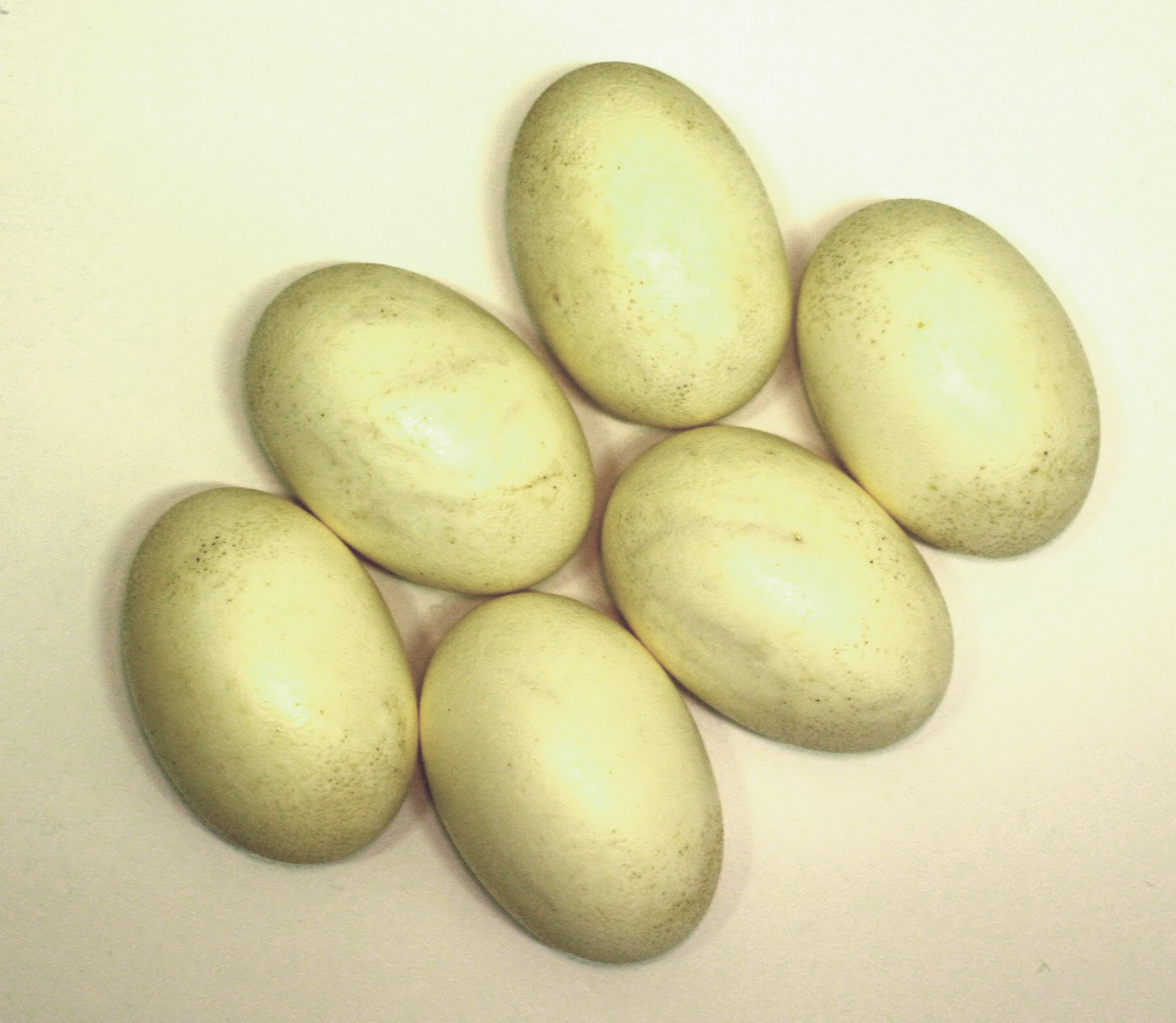
Eier des Nilkrokodils

## Eiablage und Brutpflege

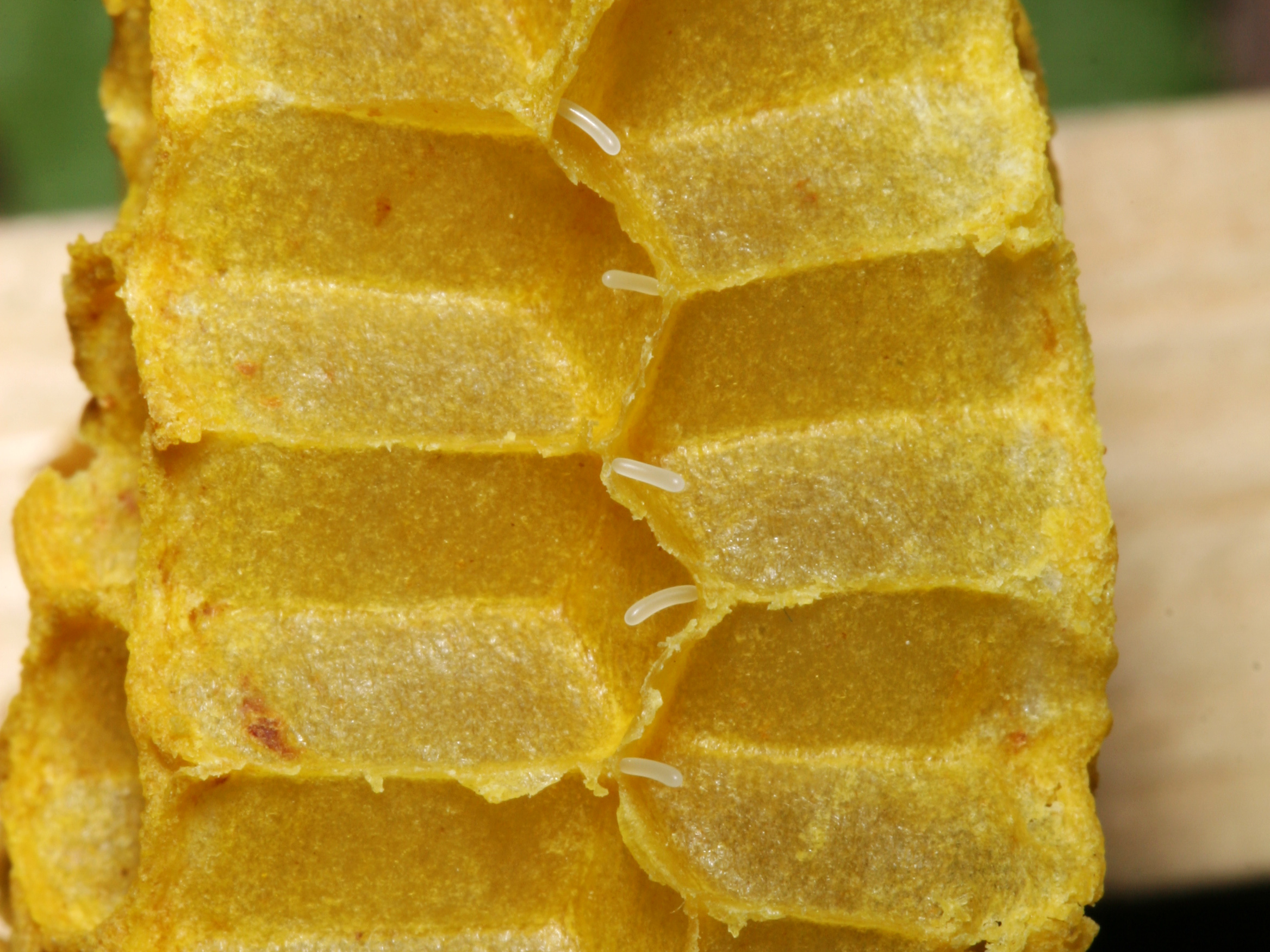
Eier der Honigbiene in der (aufgeschnittenen) Honigwabe

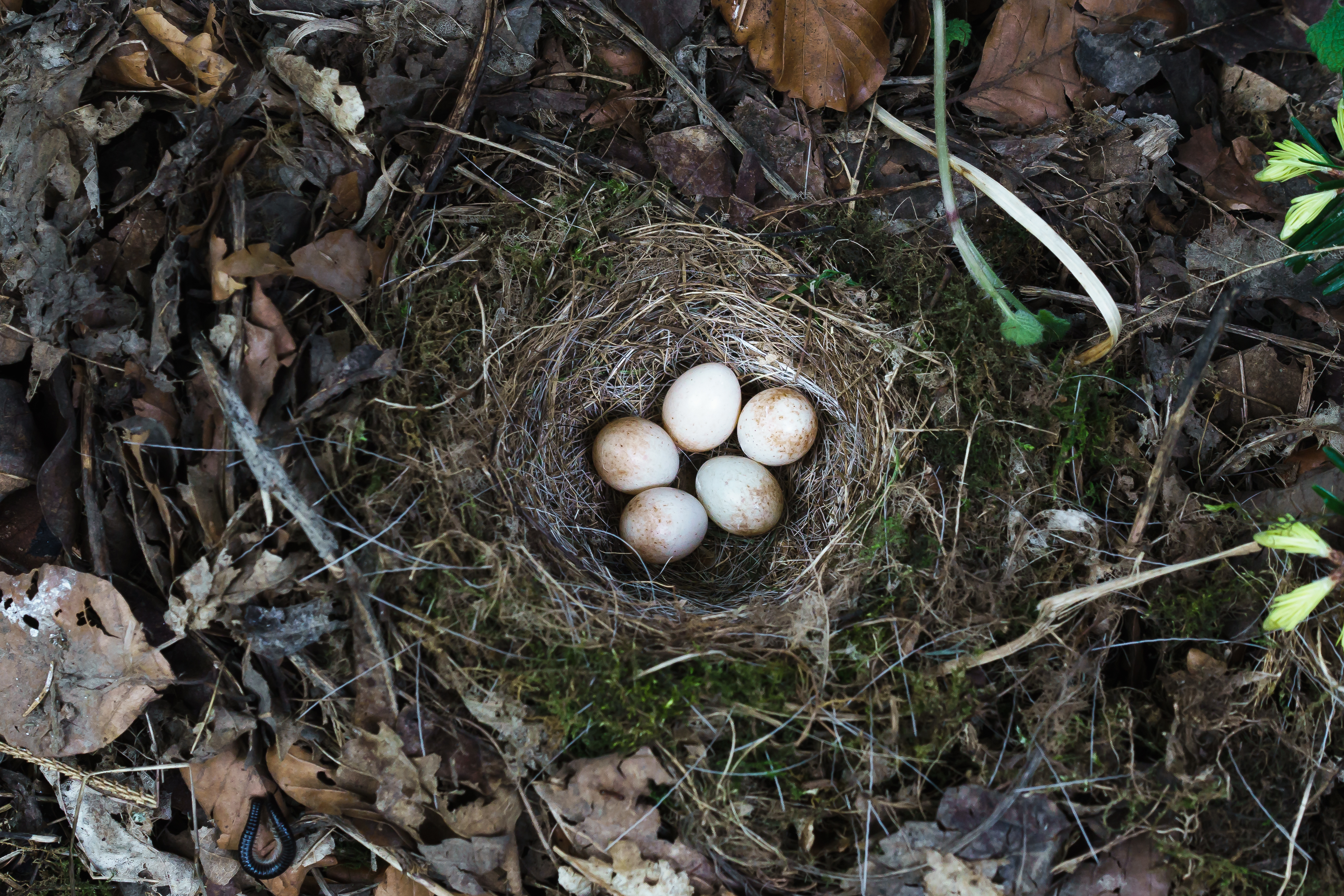
Bodengelege des Rotkehlchen

Im ursprünglichsten Fall, besonders bei festsitzenden (sessilen) Tieren, werden die unbefruchteten Eizellen und die Spermien einfach ins Wasser abgegeben. Bewegliche Wassertiere legen die Eier meist an besonders geeigneten Orten ab, so legen Forellenfische zum Laichen im Kies spezielle Laichgruben an, Erdkröten wickeln ihre Laichschnüre um Wasserpflanzen. Bei Vögeln zieht sich bei der Eiablage die glatte Muskulatur von Uterus und Vagina zusammen, die Skelettmuskulatur der Bauchwand erschlafft, der Uterus schiebt sich in die Vagina und stülpt sich durch Kloake nach außen. Dadurch wird die Verschmutzung des Eis mit Kot verhindert.
Die Überlebenschancen der Eier werden durch Brutpflege erhöht, wie das Bewachen der Eier bei Fischarten wie den Stichlingen und das Bebrüten bei den Vögeln. Im Extremfall werden die Eier im Mutterleib ausgebrütet, etwa bei ovoviviparen Haien und Rochen oder den Lebendgebärenden Zahnkarpfen, aber auch bei verschiedenen Wirbellosen, bei denen die Weibchen im Laufe der Eientwicklung sterben.
Die Gesamtheit der an einem Ort abgelegten, entwicklungsfähigen Eier werden als Gelege bezeichnet.

## Nutzung durch den Menschen

### Ernährung
Die Hauptnutzung von Eiern durch den Menschen ist das Ei als Nahrungsmittel. Das weltweit bei weitem am meisten gebrauchte Vogelei ist das Hühnerei, das nicht nur als gekochtes Ei oder Rührei und als Zutat verschiedener Speisen, sondern auch in der Technik verwendet wurde und wird (z. B. in manchen Temperafarben oder historischem Mörtel.)
Neben den Eiern von domestizierten Nutztieren, vor allem Hühnern, werden auch Eier wildlebender und/oder schwer kultivierbarer Tiere gesammelt und genutzt. Dies kann für den Fortbestand einiger Arten, beispielsweise der Meeresschildkröten oder der Störe, die zur Kaviargewinnung gefangen und getötet werden, eine Bedrohung darstellen.

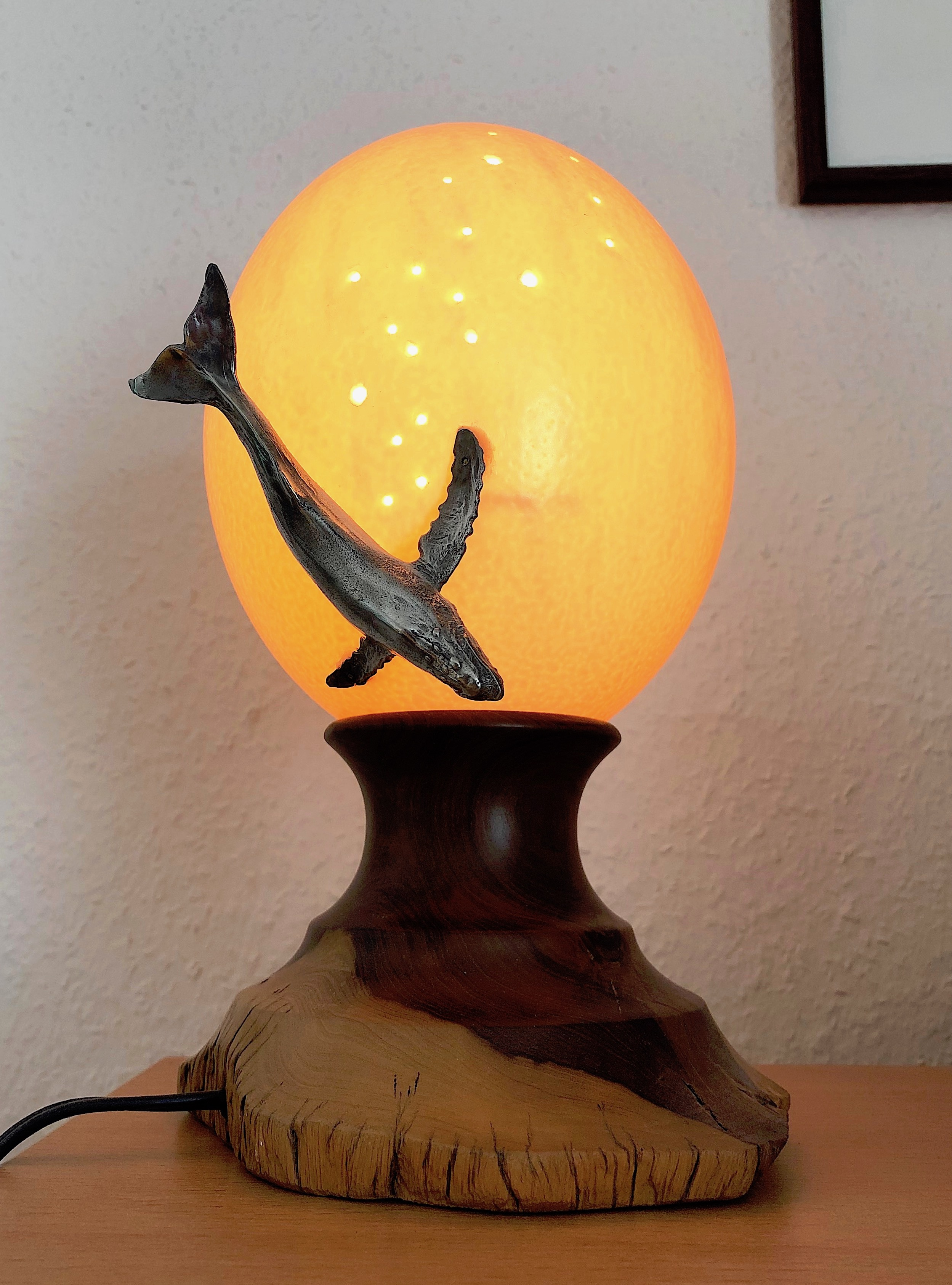
Dekorierte Straußenei-Lampe

### Kulturelle Bedeutung
Aufgrund ihrer Wichtigkeit für den Menschen haben Hühner- und andere Eier auch in der Kultur eine Bedeutung. Aus den Schalen von Straußeneiern wurden früher in Europa prunkvolle, reichverzierte Trinkgefäße gefertigt, heute werden aus den Schalen Lampenschirme oder Schmuckgegenstände hergestellt.
Im traditionellen Brauchtum werden gefärbte oder verzierte hartgekochte Eier oder ausgeblasene verzierte Eierschalen als Ostereier oder Osterschmuck zum Osterfest genutzt. Eier als Grabbeigabe sind seit dem 4. Jahrhundert belegt.

### Medizinische Verwendung
Die Eierschalenmembran, die aufgrund ihrer Zusammensetzung aus Kollagen Typ I, Glykosaminoglykanen, Elastin und Hyaluronsäure alle organischen Bestandteile des menschlichen Knochengewebes beinhaltet, wird in der medizinischen Forschung als potenzielles Mittel für die Knochengesundheit betrachtet. In-vitro-Studien deuten darauf hin, dass sie nicht nur die Aktivität von Osteoblasten und Osteoklasten moduliert, sondern auch die Knochenmineralisation fördert und so zur Stabilität und Regeneration des Knochens beitragen könnte.